# Anaceros
Anaceros – rodzaj kosarzy z podrzędu Laniatores i rodziny Biantidae. Gatunkiem typowym jest Anaceros humilis.

## Występowanie
Wszystkie gatunki są endemiczne dla Madagaskaru.

## Systematyka
Opisano dotychczas 4 gatunki z tego rodzaju:
- Anaceros anodonta Lawrence, 1959
- Anaceros canidens Lawrence, 1959
- Anaceros humilis Lawrence, 1959
- Anaceros pauliani Lawrence, 1959